# Championnat du Luxembourg de football 1919-1920
Navigation
Saison précédente Saison suivante
La saison 1919-1920 du Championnat du Luxembourg de football était la 10e édition du championnat de première division au Luxembourg. Six clubs sont regroupés au sein d'une poule unique où ils se rencontrent deux fois, à domicile et à l'extérieur. En fin de saison, afin de faire passer la Première Division de 6 à 8 équipes, le dernier du classement est relégué et remplacé par les 3 meilleurs clubs de Promotion d'Honneur, la deuxième division luxembourgeoise.
C'est le Fola Esch qui remporte le titre en terminant en tête du classement final avec 4 points d'avance sur le promu, le Stade Dudelange et 7 sur le tenant du titre, le Sporting Club Luxembourg. C'est le 2e titre de champion du Luxembourg de l'histoire du club.

## Les 6 clubs participants
| - Sporting Club Luxembourg - Racing Club Luxembourg - US Hollerich - Jeunesse d'Esch - Fola Esch - Stade Dudelange - Promu de Division d'Honneur |

## Compétition

### Classement
Le barème utilisé pour établir le classement est le suivant :
- Victoire : 2 points
- Match nul : 1 point
- Défaite, forfait ou abandon : 0 point

| Rang | Équipe                       | Pts | J  | G | N | P | Bp | Bc | Diff |  | Résultats (▼ dom., ► ext.)   | Fol | Dud | Spo | Hol | Jeu | Rac |
| ---- | ---------------------------- | --- | -- | - | - | - | -- | -- | ---- |  | ---------------------------- | --- | --- | --- | --- | --- | --- |
| 1    | Fola Esch                    | 17  | 10 | 8 | 1 | 1 | 32 | 14 | +18  |  | Fola Esch                    |     | 3-1 | 3-2 | 5-1 | 2-0 | 5-2 |
| 2    | Stade Dudelange (P)          | 13  | 10 | 6 | 1 | 3 | 24 | 23 | +1   |  | Stade Dudelange (P)          | 4-2 |     | 2-2 | 2-0 | 3-0 | 8-1 |
| 3    | Sporting Club Luxembourg (T) | 10  | 10 | 4 | 2 | 4 | 27 | 22 | +5   |  | Sporting Club Luxembourg (T) | 1-1 | 8-0 |     | 4-0 | 6-1 | 3-0 |
| 4    | US Hollerich                 | 9   | 10 | 4 | 1 | 5 | 17 | 18 | -1   |  | US Hollerich                 | 0-2 | 0-1 | 8-0 |     | 3-2 | 3-1 |
| 5    | Jeunesse d'Esch              | 7   | 10 | 3 | 1 | 6 | 18 | 22 | -4   |  | Jeunesse d'Esch              | 2-3 | 1-2 | 3-0 | 1-1 |     | 5-2 |
| 6    | Racing Club Luxembourg       | 4   | 10 | 2 | 0 | 8 | 17 | 36 | -19  |  | Racing Club Luxembourg       | 1-6 | 6-1 | 4-1 | 0-1 | 0-3 |     |

## Bilan de la saison
| Championnat du Luxembourg de football 1919-1920 |                        |
| Champion                                        | Fola Esch (2e titre)   |
| Promotions et relégations                       |                        |
| Promus en Première Division                     | Red Boys Differdange   |
| Promus en Première Division                     | US Rumelange           |
| Promus en Première Division                     | Union Luxembourg       |
| Relégués en Division d'Honneur                  | Racing Club Luxembourg |